# لاکهید دی‌سی-۱۳۰
لاکهید دی‌سی-۱۳۰ (به انگلیسی: Lockheed DC-130) یک هواگرد ساختِ کارخانهٔ لاکهید کورپوریشن در کشور ایالات متحده آمریکا است. نخستین استفاده‌کنندهٔ این هواگرد نیروی هوایی ایالات متحده آمریکا بوده‌است.